# Osthalde Westfalen

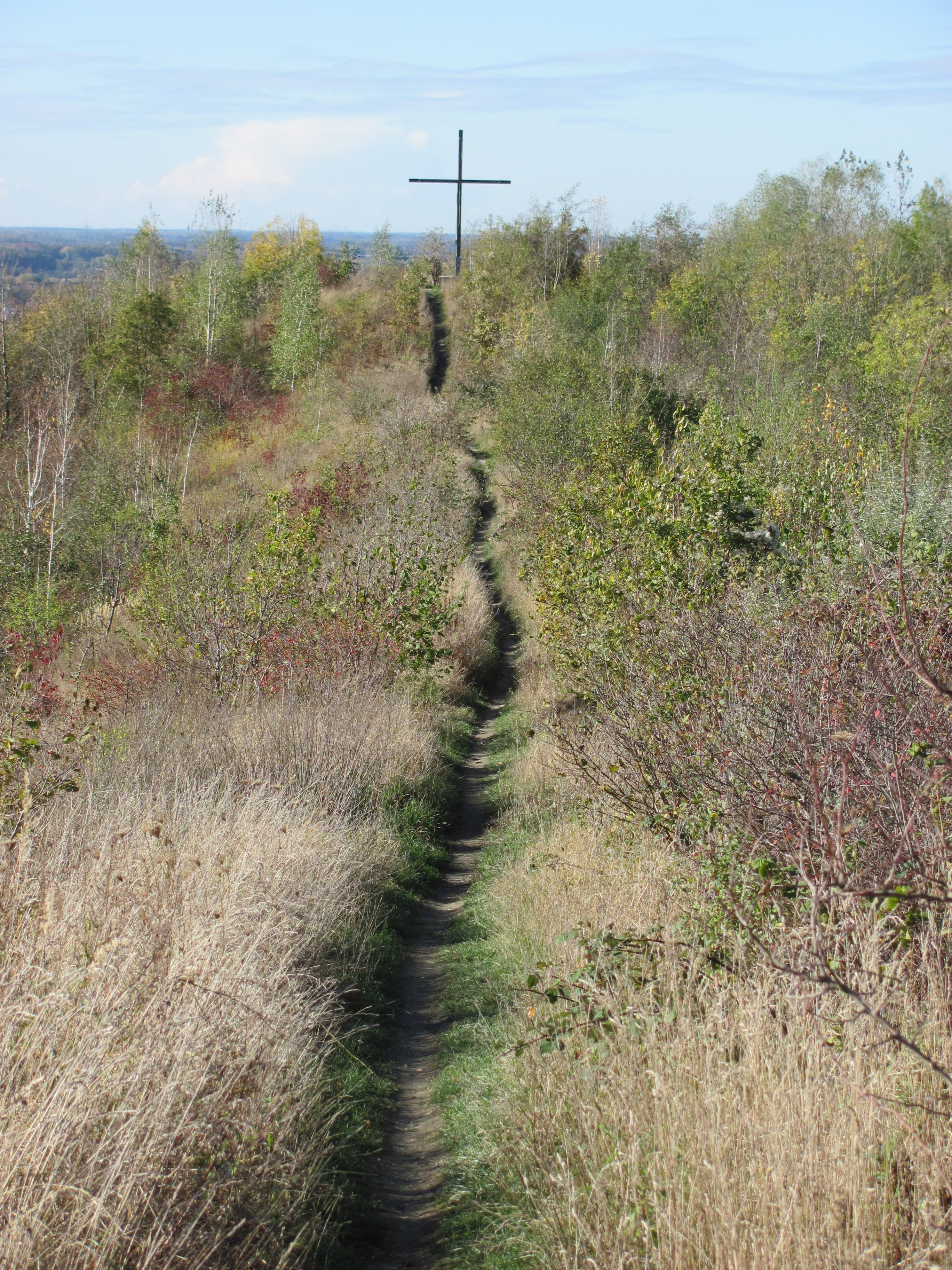
Verbindungsweg zwischen den beiden Gipfeln, hinten das Holzkreuz

Die Osthalde Westfalen ist eine Bergehalde in Ahlen (Nordrhein-Westfalen). Sie ist die größere der beiden Halden der Zeche Westfalen und liegt im Südosten der Stadt direkt an der Werse.
Die Abraumhalde mit einer Fläche von rund 72 Hektar sowie einer maximalen Höhe von 167,5 Metern und damit rund 88 Meter über ihrer Umgebung gehört zu den größten Halden im Ruhrrevier. Auf ihrem Nebengipfel mit einer Höhe von 151,7 Metern stand seit 2005 ein Holzkreuz, das 2018 durch das Orkantief Friederike zerstört wurde. Es wurde zwei Monate später durch ein Metallkreuz ersetzt.
Seit 2019 gibt es einen Haldenkreuzweg mit 14 Stationen aus Cortenstahl, die jeweils 1,5 Meter groß und 40 Zentimeter breit sind und von der Klosterschmiede der Abtei Königsmünster hergestellt worden sind.
Seit der Entlassung aus dem Bergrecht ist die Halde öffentlich zugänglich. Dort findet unter anderem der Ahlener Stadtteil- und Haldenlauf jährlich im Frühling statt. Im Rahmen der Landesgartenschau 2017, für die sich Ahlen beworben hatte, war geplant, die Halde mit einem Netz von Wanderwegen zu erschließen.

## Nachweise
1. 1 2  Förderverein Ahlener Haldenkreuz e.V., abgerufen am 6. Februar 2021
2. 1 2  Bistum Münster: 14 Stelen bis zum Gipfel: Der Haldenkreuzweg in Ahlen auf bistum-muenster.de, abgerufen am 6. Februar 2021